# آدم فرانسوا جومار
آدم فرانسوا جومار (بالفرنسية: Edme François Jomard)‏(1777–سبتمبر 22, 1862) كان رسام الخرائط الفرنسي، ومهندس الآثار وكان محررا لكتاب وصف مصر وكان عضوا في معهد كوت ايجيبت الذي أنشأه نابليون. أشرف على البعثة التربوية والثقافية التي أرسلت من فرنسا إلى مصر من قبل محمد علي وإلى مصر.

## حياته
تلقى تعليمه في كوليج مازارين، والمدرسة الوطنية للجسور والطرق ومدرسة الفنون التطبيقية. شارك في حملة نابليون إلى مصر. كان يعمل في وقت لاحق في المكتبة الوطنية 

## وصف مصر
نشر المعالم السياحية الضخمة  وصف مصر  (وصف مصر) صدر مرسوم من قبل نابليون بونابرت في عام 1802، وكان هذا المعلم الضخم البارز على علم المصريات ثمرة جهد وتعاون 150 من العلماء وعلماء الفرنسية البارزين و2،000 من الرسامين والفنانين. ذلك ما هو مدون بسجل نابليون بونابرت لجنة العلوم والفنون التي رافقت الحملة الفرنسية على مصر وسوريا (1798-1801)."

## الجمعية الجغرافية
جومار كان واحدا من الأعضاء المؤسسين للجمعية الجغرافية في باريس. من خلال عضويته في المجتمع، وكان مشاركا في منح المستكشف الفرنسي، رينيه كاييه، الجائزة وقدرها 10,000 فرنك لكونه أول أوروبي يعود من تمبكتو. هو أيضا ساهم في، تنظيم حساب كالي بعد العودة من أسفاره، يوميات رحلة إلى تمبكتو وجين في وسط أفريقيا، ... التي نشرت في عام 1830، وقد تمت ترجمته إلى اللغة الإنجليزية كما نشرت للسفريات من خلال وسط أفريقيا إلى تمبكتو; وعبر الصحراء الكبرى، إلى المغرب،....